# AeroDreams
AeroDreams S.A. — аргентинская компания, работающая в аэрокосмической и телекоммуникационной сферах. Расположена в Буэнос-Айресе, Аргентина.
Компания разрабатывает БПЛА для военных и гражданских нужд, системы управления, позволяющие автоматизировать работу самолётов различных типов, размеров и характеристик, ракетную технику. В 2005 году AeroDreams был представлен БПЛА Strix.

## Продукция
- AeroDreams Chi-7 — многоцелевой вертолёт/БПЛА
- AeroDreams Strix — тактический беспилотный летательный аппарат[2].
- AeroDreams Ñancú
- AeroDreams Petrel
- AeroDreams ADS-401
- Guardian